# Psammogorgia plexauroides
Psammogorgia plexauroides is een zachte koraalsoort uit de familie Plexauridae. De koraalsoort komt uit het geslacht Psammogorgia. Psammogorgia plexauroides werd in 1888 voor het eerst wetenschappelijk beschreven door Ridley. 